# HD 187123 b
 HD 187123 b è un pianeta extrasolare del tipo gioviano caldo situato a circa 150 anni luce di distanza nella costellazione del Cigno, in orbita attorno alla stella HD 187123. Ha una massa di 1,4 volte quella di Giove e percorre un'orbita molto stretta e rotonda attorno alla stella ogni tre giorni. 
La stella è stata anche monitorata per possibili transiti del pianeta, ma nessuno è stato trovato.